# NGC 5418
NGC 5418 é uma galáxia espiral barrada (SBbc) localizada na direcção da constelação de Boötes. Possui uma declinação de +07° 41' 02" e uma ascensão recta de 14 horas, 02 minutos e 17,5 segundos.
A galáxia NGC 5418 foi descoberta em 24 de Abril de 1830 por John Herschel.